# Surdité provoquée par le bruit (maladie professionnelle)
Cet article décrit les critères administratifs pour qu'une surdité provoquée par le bruit soit reconnue comme maladie professionnelle en France.
Ce sujet relève du domaine de la législation sur la protection sociale et a un caractère davantage  juridique que médical. Pour la description clinique de la maladie se reporter à l'article suivant :

## Législation enFrance

### Régime général
| Fiche Maladie professionnelle | Fiche Maladie professionnelle | Fiche Maladie professionnelle |
| Ce tableau définit les critères à prendre en compte pour qu'une surdité provoquée par le bruit soit prise en charge au titre de la maladie professionnelle | Ce tableau définit les critères à prendre en compte pour qu'une surdité provoquée par le bruit soit prise en charge au titre de la maladie professionnelle    | Ce tableau définit les critères à prendre en compte pour qu'une surdité provoquée par le bruit soit prise en charge au titre de la maladie professionnelle |
| Régime Général. Date de création : 10 avril 1963 | Régime Général. Date de création : 10 avril 1963 | Régime Général. Date de création : 10 avril 1963 |
| Tableau N° 42 RG | Tableau N° 42 RG | Tableau N° 42 RG |
| Atteinte auditive provoquée par les bruits lésionnels | Atteinte auditive provoquée par les bruits lésionnels | Atteinte auditive provoquée par les bruits lésionnels |
| --- | --- | --- |
| Désignation des Maladies | Délai de prise en charge | Liste limitative des principaux travaux susceptibles de provoquer ces maladies |
| Hypoacousie de perception par lésion cochléaire irréversible, accompagnée ou non d’acouphènes. Cette hypoacousie est caractérisée par un déficit audiométrique bilatéral, le plus souvent symétrique et affectant préférentiellement les fréquences élevées. Le diagnostic de cette hypoacousie est établi : - par une audiométrie tonale liminaire et une audiométrie vocale qui doivent être concordantes ; | 1 an (sous réserve d’une durée d’exposition d’un an, réduite à 30 jours en ce qui concerne la mise au point des propulseurs, réacteurs et moteurs thermiques) | Exposition aux bruits lésionnels provoqués par : 1 .Les travaux sur métaux par percussion, abrasion ou projection tels que : - le décolletage, l’emboutissage, l’estampage, le broyage, le fraisage, le martelage, le burinage, le rivetage, le laminage, l’étirage, le tréfilage, le découpage, le sciage, le cisaillage, le tronçonnage ; - l’ébarbage, le grenaillage manuel, le sablage manuel, le meulage, le polissage, le gougeage et le découpage par procédé arc-air, la métallisation. |
| - en cas de non-concordance : par une impédancemétrie et recherche du réflexe stapédien ou, à défaut, par l’étude du suivi audiométrique professionnel. Ces examens doivent être réalisés en cabine insonorisée, avec un audiomètre calibré. Cette audiométrie diagnostique est réalisée après une cessation d’exposition au bruit lésionnel d’au moins 3 jours et doit faire apparaître sur la meilleure oreille un déficit d’au moins 35 dB. Ce déficit est la moyenne des déficits mesurés sur les fréquences 500, 1000, 2000 et 4000 hertz. Aucune aggravation de cette surdité professionnelle ne peut être prise en compte, sauf en cas de nouvelle exposition au bruit lésionnel | | 2. Le câblage, le toronnage, le bobinage de fils d’acier. 3. L’utilisation de marteaux et perforateurs pneumatiques. 4. La manutention mécanisée de récipients métalliques. 5. Les travaux de verrerie à proximité des fours, machines de fabrication, broyeurs et concasseurs ; l’embouteillage. 6. Le tissage sur métiers ou machines à tisser, les travaux sur peigneuses, machines à filer incluant le passage sur bancs à broches, retordeuses, moulineuses, bobineuses de fibres textiles. |
| | | 7. La mise au point, les essais et l’utilisation des propulseurs, réacteurs, moteurs thermiques, groupes électrogènes, groupes hydrauliques, installations de compression ou de détente fonctionnant à des pressions différentes de la pression atmosphérique, ainsi que des moteurs électriques de puissance comprise entre 11 kW et 55 kW s’ils fonctionnent à plus de 2 360 tours par minute, de ceux dont la puissance est comprise entre 55 kW et 220 kW s’ils fonctionnent à plus de 1 320 tours par minute et de ceux dont la puissance 220 kW. 8. L’emploi ou la destruction de munitions ou d’explosifs. 9. L’utilisation de pistolets de scellement. 10. Le broyage, le concassage, le criblage, le sablage manuel, le sciage, l’usinage de pierres et de produits minéraux. 11. Les procédés industriels de séchage de matières organiques par ventilation. 12. L’abattage, le tronçonnage, l’ébranchage mécanique des arbres. |
| | | 13. L’emploi des machines à bois en atelier : scies circulaires de tous types, scies à ruban, dégauchisseuses, raboteuses, toupies, machines à fraiser, tenonneuses, mortaiseuses, moulurières, plaqueuses de chants intégrant des fonctions d’usinage, défonceuses, ponceuses, clouteuses. 14. L’utilisation d’engins de chantier : bouteurs, décapeurs, chargeuses, moutons, pelles mécaniques, chariots de manutention tous terrains. 15. Le broyage, l’injection, l’usinage des matières plastiques et du caoutchouc. 16. Le travail sur les rotatives dans l’industrie graphique. 17. La fabrication et le conditionnement mécanisé du papier et du carton. 18. L’emploi du matériel vibrant pour l’élaboration de produits en béton et de produits réfractaires. 19. Les travaux de mesurage des niveaux sonores et d’essais ou de réparation des dispositifs d’émission sonore. 20. Les travaux de moulage sur machines à secousses et décochage sur grilles vibrantes. 21. La fusion en four industriel par arcs électriques. 22. Les travaux sur ou à proximité des aéronefs dont les moteurs sont en fonctionnement dans l’enceinte d’aérodromes et d’aéroports. 23. L’exposition à la composante audible dans les travaux de découpe, de soudage et d’usinage par ultrasons des matières plastiques. 24. Les travaux suivants dans l’industrie agroalimentaire : - l’abattage et l’éviscération des volailles, des porcs et des bovins ; - le plumage de volailles ; - l’emboîtage de conserves alimentaires ; - le malaxage, la coupe, le sciage, le broyage, la compression des produits alimentaires. 25. moulage par presse à injection de pièces en alliages métalliques. |
| Date de mise à jour : 25 septembre 2003 | | |

### Régime agricole
| Fiche Maladie professionnelle | Fiche Maladie professionnelle | Fiche Maladie professionnelle |
| Ce tableau définit les critères à prendre en compte pour qu'une surdité provoquée par le bruit soit prise en charge au titre de la maladie professionnelle | Ce tableau définit les critères à prendre en compte pour qu'une surdité provoquée par le bruit soit prise en charge au titre de la maladie professionnelle                                                            | Ce tableau définit les critères à prendre en compte pour qu'une surdité provoquée par le bruit soit prise en charge au titre de la maladie professionnelle |
| Régime Agricole. Date de création : 13 novembre 1981 | Régime Agricole. Date de création : 13 novembre 1981 | Régime Agricole. Date de création : 13 novembre 1981 |
| Tableau N° 46 RA | Tableau N° 46 RA | Tableau N° 46 RA |
| Atteinte auditive provoquée par les bruits lésionnels | Atteinte auditive provoquée par les bruits lésionnels | Atteinte auditive provoquée par les bruits lésionnels |
| --- | --- | --- |
| Désignation des Maladies | Délai de prise en charge | Liste nominative des principaux travaux susceptibles de provoquer ces maladies |
| Hypoacousie de perception par lésion cochléaire irréversible, accompagnée ou non d'acouphènes. Cette hypoacousie est caractérisée par un déficit audiométrique bilatéral, le plus souvent symétrique et affectant préférentiellement les fréquences élevées. | Un an après la cessation de l'exposition au risque acoustique, sous réserve d'une durée d'exposition d'un an réduite à 30 jours en ce qui concerne la mise au point des propulseurs, réacteurs et moteurs thermiques. | 1° Les travaux sur métaux par percussion, abrasion ou projection, tels que : le fraisage, le martelage, le burinage, le rivetage, le laminage, l'étirage, le tréfilage, le découpage, le sciage, le cisaillage, le tronçonnage, l'ébarbage, le meulage, le polissage, le gougeage par procédé arc-air, la métallisation ; |
| Le diagnostic de cette hypoacousie est établi : - par une audiométrie tonale liminaire et une audiométrie vocale qui doivent être concordantes ; - en cas de non-concordance : par une impédancemétrie et recherche du réflexe stapédien ou, à défaut, par l'étude du suivi audiométrique professionnel. Ces examens doivent être réalisés en cabine insonorisée, avec un audiomètre calibré.                                                     | | 2° L'utilisation des marteaux et perforateurs pneumatiques ! 3° La manutention mécanisée de récipients métalliques ; 4° Les travaux d'embouteillage ; 5° La mise au point, les essais et l'utilisation de propulseurs, réacteurs, moteurs thermiques ou électriques, groupes électrogènes, groupes hydrauliques, installations de compression ou de détente fonctionnant à des pressions manométriques différentes de la pression atmosphérique. |
| Cette audiométrie diagnostique est réalisée après une cessation d'exposition au bruit lésionnel d'au moins 3 jours et doit faire apparaître sur la meilleure oreille un déficit d'au moins 35 décibels. Ce déficit est la moyenne des déficits mesurés sur les fréquences 500, 1000, 2000 et 4000 hertz. Aucune aggravation de cette surdité professionnelle ne peut être prise en compte, sauf en cas de nouvelle exposition au bruit lésionnel. | | 6° Les outils mus par les propulseurs ou moteurs ci-dessus mentionnés et le matériel tracté ; 7° L'emploi d'explosifs ; 8° L'utilisation de pistolets de scellement ; |
| | | 9° Le broyage, le concassage, le criblage, le sciage et l'usinage de pierres et de produits minéraux ; 10° Le broyage, le concassage, le criblage, le compactage, le transport pneumatique, le conditionnement et le séchage par ventilation de matières organiques ; 11° L'abattage et le tronçonnage des arbres, le débroussaillage ; 12° Le débroussaillage, le taillage des haies, le soufflage, la tonte de pelouse ; 13° L'emploi de machines à bois ; l'utilisation de bouteurs, de décapeurs, de chargeuses, de moutons, de pelles mécaniques ; 14° L'utilisation de bouteurs, de décapeurs, de chargeuses, de moutons pour enfoncer les pieux, piquets ou palplanches et de pelles mécaniques ; 15° Le broyage, l'injection et l'usinage des matières plastiques et du caoutchouc ; 16 Le travail sur les rotatives pour des activités graphiques ; 17° L'emploi de matériel vibrant pour l'élaboration de produits en béton ; 18° Les travaux suivants dans l'agroalimentaire : l'abattage et l'éviscération des volailles, porcs, ovins, caprins et équidés ; le travail sur plumeuse de volailles ; l'emboîtage de conserves alimentaires ; le travail sur machines à malaxer, couper, scier, broyer, comprimer des produits alimentaires. |
| Date de mise à jour : 28 septembre 2006 | | |

## Sources spécifiques
- (fr) Tableau N° 42 des maladies professionnelles du régime Général
- (fr) Tableau N° 46 des maladies professionnelles du régime Agricole

## Sources générales
- (fr) Tableaux du régime Général sur le site de l’AIMT
- (fr) Guide des maladies professionnelles sur le site de l’INRS